# 1580-е годы
1580-е (ты́сяча пятьсо́т восьмидеся́тые) го́ды по юлианскому / григорианскому календарю (с 15 октября 1582 года) — промежуток времени с 1 января 1580 года по 31 декабря 1589 года, включающий 1580 год 8-го десятилетия   и с 1581 по 1589 годы    9-го десятилетия XVI века 2-го тысячелетия.  Они закончились 436 лет назад.

## Важнейшие события
- Война за португальское наследство (1580—1583). Португалия и её колонии перешли под власть испанских Габсбургов (1581; Иберийская уния). Португало-турецкая война (1580—1589 гг.) в Индийском океане.
- Религиозные войны во Франции (1584—1589 гг. — «Война трёх Генрихов»; 1589—1593 гг. — «Завоевание королевства», династия Бурбонов).
- Ливонская война (1558—1583 гг.). Осада Пскова (1581—1582 гг.).
- Поход Ермака Тимофеевича в Сибирское ханство. Бой на Чувашевом мысу (1582).
- Англия основала торговые компании Левантийскую (1581) и Берберийскую[англ.] (1585). Англо-испанская война (1585—1604 гг.). Поход «Непобедимой армады» (1586—1588 гг.). Английская армада (1589).
- Кёльнская война (1583—1588 гг.).
- Статут Великого княжества Литовского (третья редакция сборника законов ВКЛ — 1588)

## Культура
- Мишель де Монтень (1533—1592 гг.), писатель, философ. «Опыты» (1580).
- Жан Боден (1533—1592 гг.), философ, экономист, юрист. «Демономания колдунов» (1580).
- Острожская Библия напечатана (1581; Иван Фёдоров).
- Григорианский календарь введён во многих католических землях (1582).
- Эскориал построен (1584).
- С издания книги Симона Стевина «De Thiende[англ.]» (1585) началось широкое использование десятичных дробей в Европе.
- Скуола Сан-Рокко расписана живописцем Тинторетто (1588).

## Города
- На севере Руси на реке Северная Двина основан город Архангельск.

## Родились

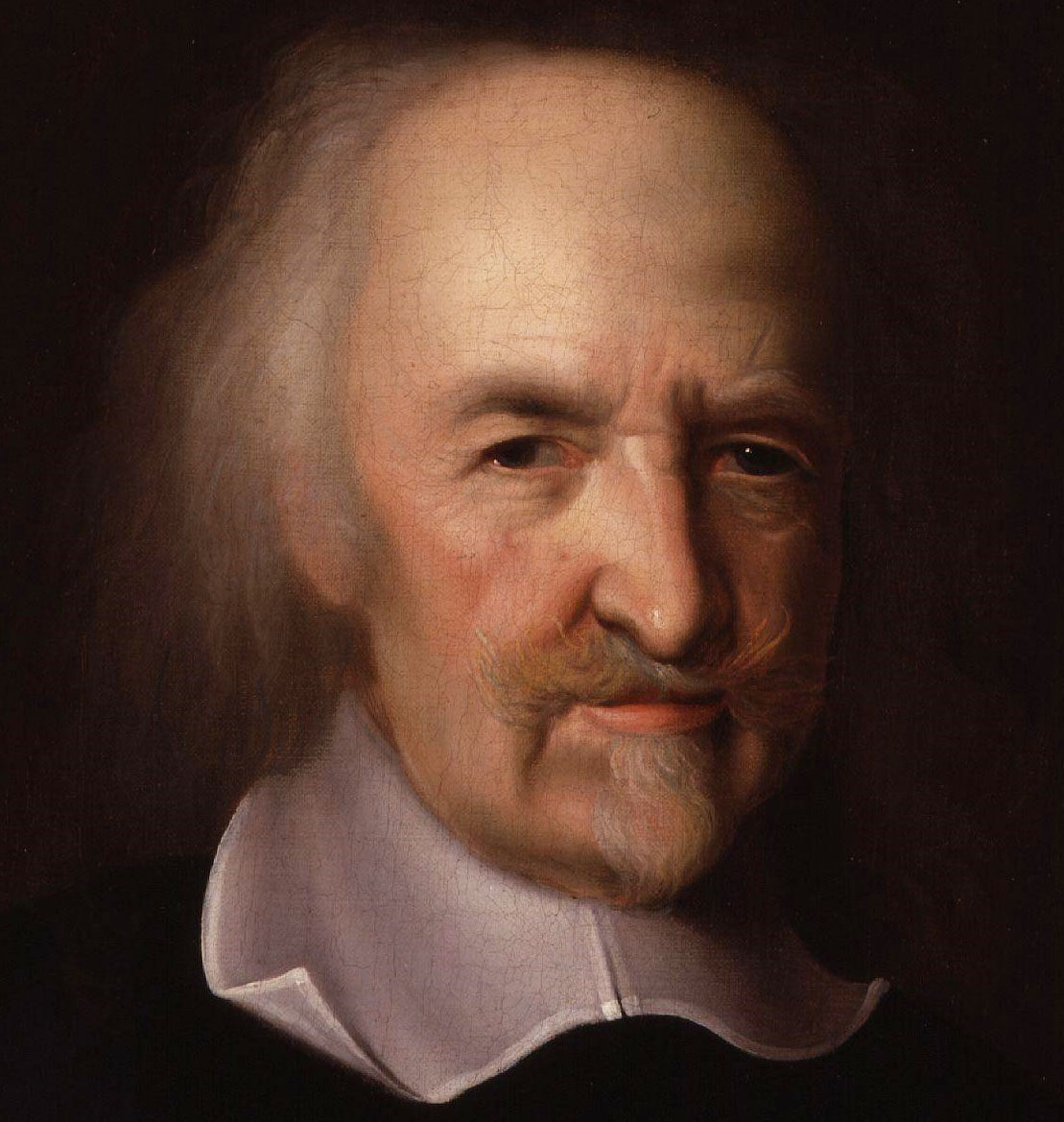
Изображение Томаса Гоббса.

- Уильям Баффин — английский мореплаватель, обнаруживший в 1616 году море, носящее его имя, и остров Баффинова Земля.
- Томас Гоббс — английский философ-материалист, автор теории общественного договора.
- Гуго Гроций — голландский юрист и государственный деятель, философ, христианский апологет, драматург и поэт. Заложил основы международного права, основываясь на естественном праве.
- Франсиско де Кеведо — испанский поэт и прозаик.
- Марен Мерсенн, французский математик, физик, философ и теолог.
- Миямото Мусаси — легендарный японский ронин, считается одним из самых известных фехтовальщиков в истории Японии.
- Арман Жан дю Плесси Ришельё — кардинал Римско-католической церкви, аристократ и государственный деятель Франции . Кардинал Ришельё был государственным секретарём с 1616 года и главой правительства («главным министром короля») с 1624 по 1642 год.
- Фёдор II Годунов — царь России с 13/23 апреля по 1/11 июня 1605 года, картограф. Его царствование — кратчайшее пребывание лица мужского пола на российском престоле и второе по краткости после правления его тётки Ирины Годуновой.
- Франс Халс — голландский живописец.
- Генрих Шютц — немецкий композитор, органист и музыкальный педагог.

## Скончались

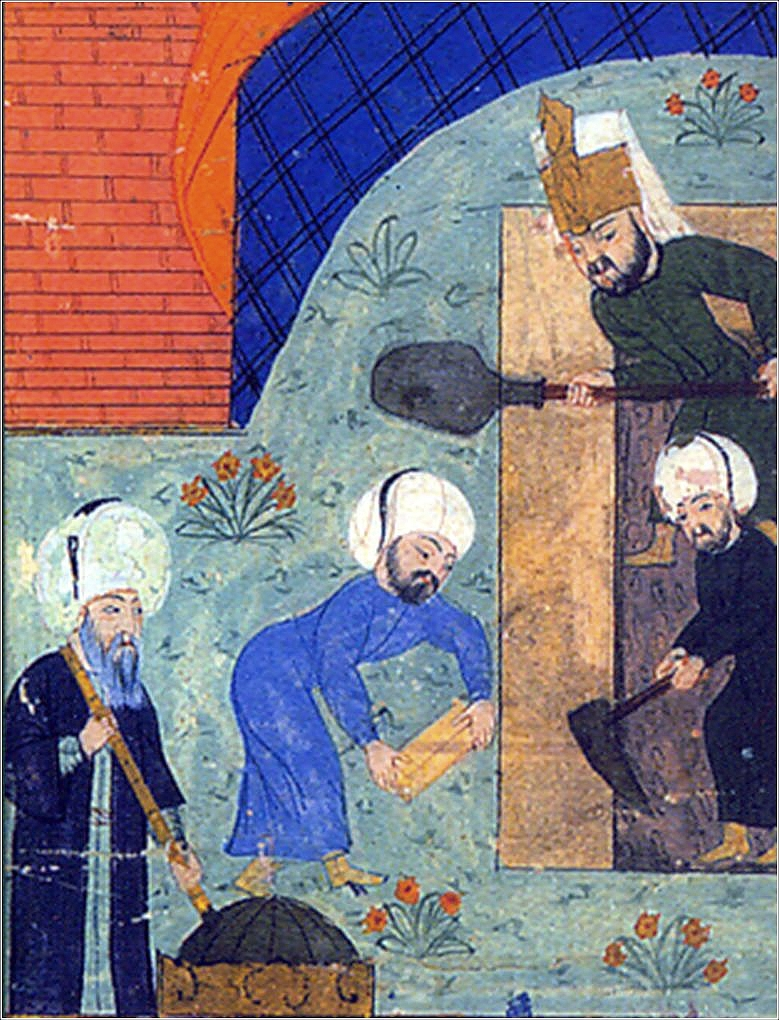
Предположительное изображение Синана (слева)

- Генрих III — последний король Франции из династии Валуа с 30 мая 1574 года по 2 августа 1589 года, четвёртый сын Генриха II, короля Франции и Екатерины Медичи, герцог Ангулемский (1551—1574), герцог Орлеанский (1560—1574), герцог Анжуйский (1566—1574), герцог Бурбонский (1566—1574), герцог Овернский (1569—1574), король польский и великой князь литовский с 21 февраля 1573 года по 18 июня 1574 года (формально до 12 мая 1575 года).
- Григорий XIII — папа римский с 13 мая 1572 по 10 апреля 1585 года. С его именем связано введение, григорианского календаря, разработанного Христофором Клавиусом.
- Екатерина Медичи — королева и регентша Франции, жена Генриха II, короля Франции из Ангулемской линии династии Валуа.
- Иван Грозный — великий князь Московский и всея Руси (с 1533), первый царь всея Руси (с 1547) (кроме 1575—1576, когда «великим князем всея Руси» номинально был Симеон Бекбулатович).
- Луис де Камоэнс — португальский поэт, автор поэмы «Лузиады».
- Мария Стюарт — королева Шотландии с младенчества (фактически с 1560 года) до низложения в 1567 году, а также королева Франции в 1559—1560 годах (как супруга короля Франциска II) и претендентка на английский престол. Её трагическая судьба, полная вполне «литературных» по драматизму поворотов и событий, привлекала писателей романтической и последующих эпох.
- Ода Нобунага — военно-политический лидер Японии периода Сэнгоку, один из наиболее выдающихся самураев в японской истории, посвятивших свою жизнь объединению страны.
- Андреа Палладио — итальянский архитектор позднего Возрождения, основоположник палладианства.
- Синан — архитектор и инженер, с 1538 года руководивший строительными работами при султане Сулеймане I, возводил мечети, укрепления, мосты и другие постройки. Среди его работ — мечеть Селимие, мечеть Сулеймание, мечеть Шехзаде, мечеть Рустам Паша, мечеть Соколлу Мехмед-паши.
- Тереза Авильская — испанская монахиня-кармелитка, католическая святая, автор мистических сочинений, реформатор кармелитского ордена, создатель орденской ветви «босоногих кармелиток». Католическая церковь причисляет её к Учителям Церкви.